# Hayate Take
Hayate Take (japanisch 武 颯 Take Hayate; * 17. Juli 1995 in Yokohama) ist ein japanischer Fußballspieler.

## Karriere
Take erlernte das Fußballspielen in der Jugendmannschaft der Yokohama F. Marinos und der Universitätsmannschaft der Waseda-Universität. Seinen ersten Vertrag unterschrieb er 2018 beim Fukushima United FC. Der Verein aus Fukushima spielte in der dritthöchsten Liga des Landes, der J3 League. Für Fukushima absolvierte er 61 Ligaspiele. 2020 wechselte er zum Ligakonkurrenten Kataller Toyama nach Toyama. Für Toyama stand er 30-mal in der dritten Liga auf dem Spielfeld. Der Zweitligaaufsteiger Blaublitz Akita nahm ihn im Januar 2021 unter Vertrag. Nach 72 Zweitligaspielen wechselte er zu Beginn der Saison 2023 auf Leihbasis zum Ligarivalen Thespakusatsu Gunma. Für den Verein aus Kusatsu bestritt er 24 Ligaspiele. Nach der Ausleihe kehrte er zu Blaublitz zurück. Hier wurde sein Vertrag jedoch nicht verlängert. Im Februar 2024 nahm ihn der Drittligist FC Osaka unter Vertrag. Nach neun Drittligaspielen wechselte er im Juli 2024 zum ebenfalls in der dritten Liga spielenden Tegevajaro Miyazaki. Hier bestritt er 14 Ligaspiele. Nach der Ausleihe kehrte er zum FC Osaka zurück. Nach Vertragsende in Osaka unterschrieb er im Februar 2025 einen Vertrag beim Zweitligisten Kataller Toyama.